# 23 iunie
ianuarie • februarie • martie  • aprilie  • mai  • iunie  • iulie  • august  • septembrie  • octombrie  • noiembrie  • decembrie
23 iunie este a 174-a zi a calendarului gregorian și a 175-a zi în anii bisecți. Mai sunt 191 de zile până la sfârșitul anului.

## Evenimente
- 1532: Henric al VIII-lea și François I au semnat tratatul secret împotriva împăratului Carol al V-lea.
- 1879: David Emmanuel își ia doctoratul la Sorbona cu teza „Étude des intégrales abéliennes de troisième espèce", devenind astfel al doilea român doctor în matematici la Sorbona.
- 1881: S-au stabilit relații diplomatice între România și Spania.
- 1923: A luat ființă, la București, Societatea Națională de credit Industrial, al cărei scop era stimularea dezvoltării industriale a țării.
- 1937: Concurs hipic, la Londra, organizat cu prilejul încoronării regelui George al VI-lea al Angliei, a cărui Cupa Challenge de Aur a revenit călărețului român Henry Rang. Trofeul „Daily Mail" a fost cucerit de Felix Țopescu, tatăl cunoscutului comentator sportiv de televiziune, Cristian Țopescu (22-25 iunie).
- 1944: Thomas Mann devine cetățean american.
- 1961: A intrat în vigoare Tratatul asupra Antarcticii, elaborat în anul 1959; tratatul bloca, pe o perioadă de 30 de ani, pretențiile oricărui stat la o suveranitate teritorială în Antarctica, unde cercetarea științifică este liberă, iar orice activitate cu scopuri militare este interzisă.
- 1985: Echipa națională de handbal masculin a obținut, la Frankfurt pe Main (Germania), titlul de campioană mondială universitară.
- 00000 Un avion Boeing 747, aparținând companiei „Air India", care efectua un zbor pe ruta Ottawa - New Delhi, s-a prăbușit în largul coastelor Irlandei. Și-au pierdut viața 329 de persoane.
- 1990: Republica Moldova își declară suveranitatea de stat (independența pe 27 august 1991).
- 1992: Gangsterul american John Gotti a fost condamnat la închisoare pe viață.
- 1993: Biserica Catolică și Bisericile Ortodoxe adoptă Declarația de la Balamand, conform căreia unitatea creștinătății nu poate fi făcută cu forța.
- 2001: La Teatrul de Balet „Oleg Danovski” din Constanța are loc prima ediție a Concursului Internațional de Dans (23 iunie - 1 iulie).
- 00000 Pelerinajul papei Ioan Paul al II-lea în Ucraina (23-27 iunie).
- 2004: Gloria Macapagal-Arroyo a fost proclamată oficial, de Congresul filipinez, învingătoare în alegerile prezidențiale din 10 mai 2004.
- 2005: Reuniunea miniștrilor afacerilor externe din Grupul celor șapte state puternic industrializate plus Rusia (G-8) (Londra).
- 00000 Forumul Crans Montana. Sunt așteptați să participe președintele ucrainean Viktor Iușcenko, președintele în exercițiu al OSCE, Dimitrij Rupel, președintele georgian Mihail Saakașvili, primul ministru macedonean Vlado Buckovski și vicepreședintele Băncii Mondiale Jean Francois Rischard (Monaco, 23-25 iunie).
- 00000 Miniștrii de finanțe și directorii băncilor centrale din 55 de țări, care sunt membre ale Băncii Islamice de Dezvoltare (IDB) se întâlnesc în vederea sprijinirii comerțului din cadrul blocului islamic (Malaezia, Kuala Lumpur, 23-24 iunie).
- 2006: Are loc primul concert al formației Depeche Mode în România.
- 2025: Parlamentul a investit guvernul Bolojan cu 301 voturi pentru și 9 împotrivă.[1]

## Nașteri
- 1668: Giambattista Vico, filozof italian (d. 1744)
- 1703: Maria Leszczyńska, soția regelui Ludovic al XV-lea al Franței (d. 1768)
- 1763: Josephine de Beauharnais, prima soție a lui Napoleon Bonaparte și împărăteasă a Franței din 1804 (d. 1814)
- 1816: Henri Baron, pictor francez (d. 1885)
- 1834: Alexandru Odobescu, prozator și istoric român, membru al Societății Academice Române (d. 1895)
- 1867: Iulian Marțian, istoric român, membru al Academiei Române (d. 1937)
- 1889: Anna Ahmatova, (Anna Andreevna Gorenco), poetă rusă (d. 1966)
- 1894: Regele Eduard al VIII-lea al Marii Britanii (d. 1972)
- 1897: Alexandru Giugaru, actor român de teatru și film (d. 1986)
- 1907: James Meade, economist englez, laureat al Premiului Nobel (d. 1995)
- 1909: Ovidiu Papadima, istoric și critic literar român (d. 1996)
- 1910: Jean Anouilh, dramaturg francez (d. 1987)
- 1912: Alan Turing, matematician englez (d. 1954)
- 1929: Claude Goretta, regizor de film, producător de televiziune și scenarist elvețian (d. 2019).
- 1946: Ted Shackelford, actor american
- 1959: Petru Tărniceru, politician român
- 1972: Zinedine Zidane, fotbalist francez
- 1984: Andreea Bălan, cântăreață română
- 1995: Danna Paola, actriță și cântăreață mexicană

## Decese
- 0079: Vespasian, împărat roman (n. 9 î.Hr.)
- 1707: John Mill, teolog englez (n. c 1645)
- 1944: Arthur Segal, pictor român (n. 1875)
- 1961: Werner Gilles, pictor german (n. 1894)
- 1995: Jonas Salk, medic american, creatorul vaccinului împotriva poliomielitei (n. 1914)
- 1996: Andreas Papandreou, politician grec (n. 1919)
- 2011: Dennis Marshall, fotbalist costa rican (n. 1985)
- 2011: Peter Falk, actor american (n. 1927)
- 2013: Ion Acsan, poet și traducător român (n. 1932)
- 2023: Costin Georgescu, om politic român (n. 1942)

## Sărbători
- Sfânta Mucenică Agripina; Sf. Mc. Aristocle (calendar ortodox)
- Luxemburg, Ziua națională - Aniversarea zilei de naștere a Marei Ducese Charlotte

1. ↑  „Parlament/ Guvernul Bolojan a fost învestit”, Agerpres.ro, accesat în 24 iunie 2025